# Le Chesne, Ardennes
Le Chesne är en kommun i departementet Ardennes i regionen Grand Est (tidigare regionen Champagne-Ardenne) i nordöstra Frankrike. Kommunen ligger  i kantonen Le Chesne som ligger i arrondissementet Vouziers. År 2018 hade Le Chesne 883 invånare.

## Befolkningsutveckling
Antalet invånare i kommunen Le Chesne
Referens: INSEE

## Galleri

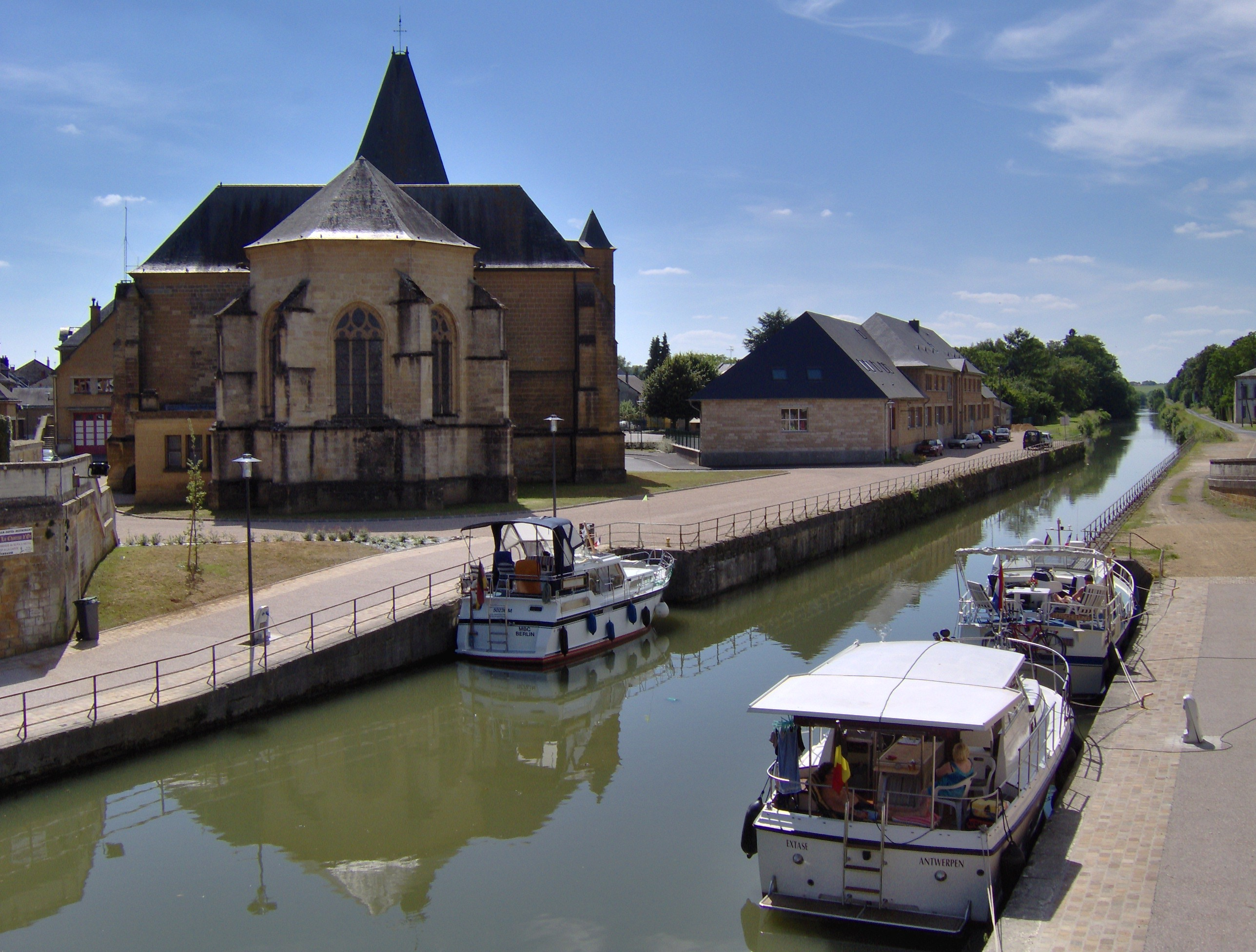
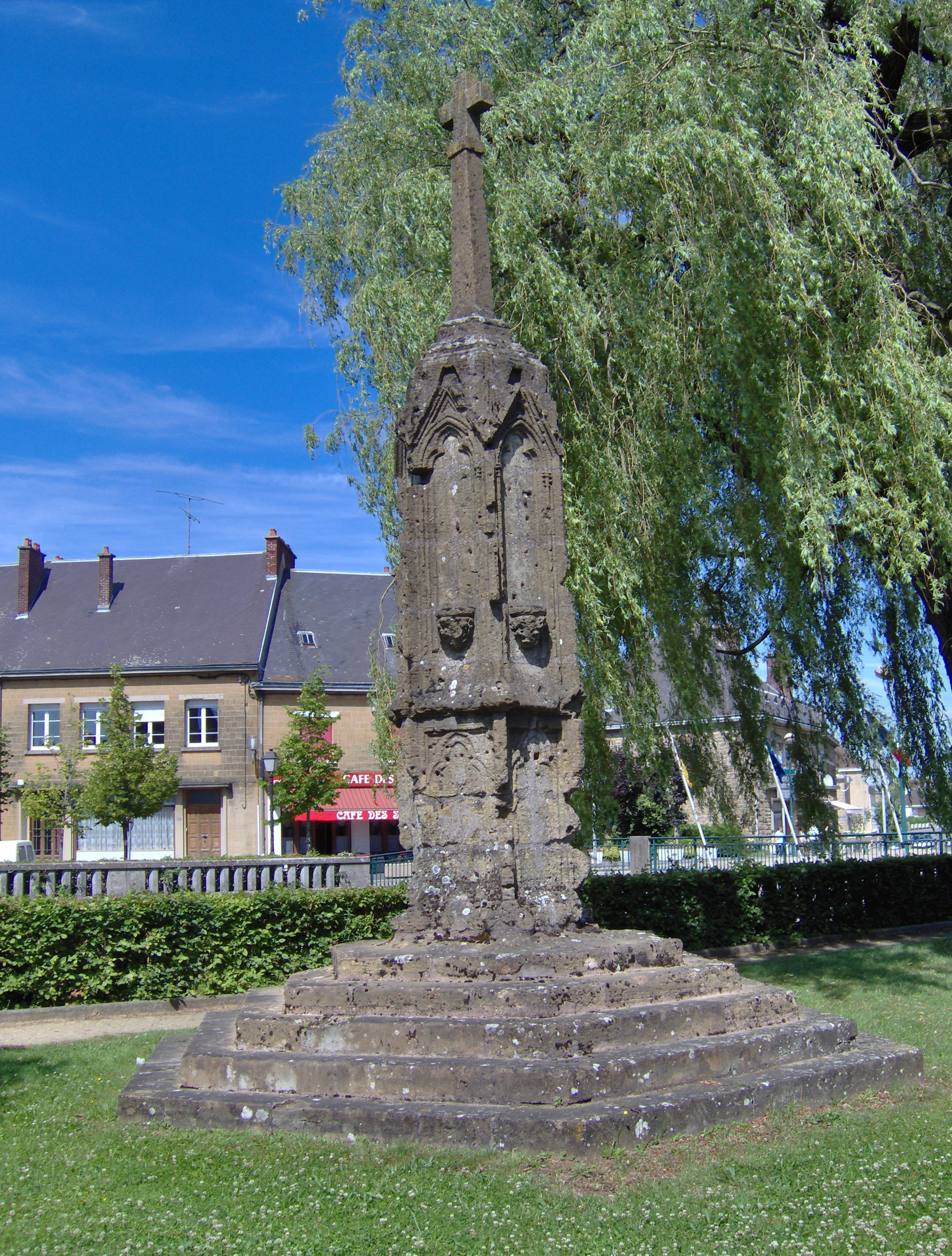